# Gyugy
Gyugy é um município da Hungria, situado no condado de Somogy. Tem 15,31 km² de área e sua população em 2019 foi estimada em 292 habitantes.